# Hoźna
Hoźna (białorus. Гозьная) – wieś w Polsce położona w województwie podlaskim, w powiecie białostockim, w gminie Michałowo.
W latach 1975–1998 miejscowość administracyjnie należała do województwa białostockiego.
Prawosławni mieszkańcy wsi należą do parafii Przemienienia Pańskiego w Topolanach, a wierni kościoła rzymskokatolickiego należą do parafii Opatrzności Bożej w Michałowie.

## Historia
W 1804 r. odnotowuje się w Hoźnej istnienie kaplicy, która podobnie jak i cała wieś, należała wówczas do parafii św. Michała Archanioła w Trześciance. W połowie XIX w. Hoźna podlegała parafii prawosławnej w Potoce.
Według Pierwszego Powszechnego Spisu Ludności w 1921 r. wieś liczyła 46 domostw, które zamieszkiwało 191 osób (11 budynków pozostawało niezamieszkanych). 164 z nich zadeklarowało wyznanie prawosławne, zaś pozostałe 27 rzymskokatolickie. Podział religijny mieszkańców Hoźnej pokrywał się z ich strukturą etniczną, gdyż 164-ech mieszkańców podało białoruską przynależność narodową, a 27 polską. W owym czasie miejscowość znajdowała się w gminie Zabłudów.
W okolicach Hoźnej istniał pokaźny majątek Hoźna wraz z zespołem dworskim, parkiem, ogrodem i stawem. Jedną z nielicznych pozostałości po tym majątku jest grób rodzinny rodu von Modl znajdujący się nieopodal skrzyżowania pomiędzy Hoźną, Sakami, Ogrodnikami oraz Białkami.

## Inne
W Hoźnej i jej okolicach występuje gwara języka białoruskiego bardzo zbliżona do jego odmiany literackiej. Współcześnie jednak gwarę tę uznać należy za pozostającą na granicy wymarcia, gdyż umiejętność posługiwania się nią ograniczona jest do niewielkiej, najwyżej kilkunastoosobowej grupy osób w podeszłym wieku i nie jest ona przekazywana młodszym pokoleniom.
W pobliżu Hoźnej znajduje się źródło rzeki Rudy.